# Ґлорія Марк
Ґлорія Джанет Марк (англ. Gloria Janet Mark) — американська психологиня. Професорка кафедри інформатики, відзначена званням Chancellor's Professor Каліфорнійського університету в Ірвайні. Авторка книжки «Сталість уваги» 2023 року, опублікувала понад 200 наукових статей та знана завдяки дослідженням соціальних обчислень та соціального впливу цифрових медіа. 2017 року її прийняли до Академії CHI за внесок у галузь людино-машинної взаємодії (CHI).

## Освіта
Здобула ступінь доктора філософії з психології в Колумбійському університеті 1991 року та ступінь магістра з біостатистики в Мічиганському університеті.

## Кар'єра та дослідження

### Дослідження
Марк активно досліджує людино-машинну взаємодію, а її основна тема досліджень — соціальні обчислення. Зокрема, її дослідницькі інтереси призвели до різноманітних досліджень окремих осіб та їхнього робочого середовища.
Деякі з її найвизначніших відкриттів охоплюють вплив багатозадачності на студентів-міленіалів у цифровому середовищі. Кореляції були отримані на основі стресу, часу, проведеного за комп'ютером, та багатозадачності, оскільки настрій та рівень стресу суб'єктів вимірювали за допомогою біосенсорів та реєстрації комп'ютерної активності. 2004 року Марк опублікувала статтю для конференції CHI, в якій стверджувала, що дизайн інформаційних технологій на робочому місці не є оптимальним для організації праці працівника. Це свідчить про те, що працівник природним чином організовує свою роботу у значно більші за обсягом і пов'язані між собою одиниці діяльності, ніж це передбачено проєктом ІТ-системи — це явище знане як «сфера роботи» (working sphere). Її стаття CHI 2005 року досліджує високу частоту фрагментації роботи серед працівників інформаційних технологій та її вплив на технологічний дизайн. Вона також опублікувала статтю, в якій ґрунтовно досліджує контекстуальне мислення щодо стану уваги інформаційного працівника. Зокрема, було виявлено, що на робочому місці увага зазвичай є зосередженішою, ніж у стані нудьги, і що працівники почуваються найщасливішими, коли виконують рутинну роботу.

### Кар'єра
- Марк є авторкою книжки «Сталість уваги», яка вийшла 2023 року у видавництві HarperCollins. У цій книжці описано її багаторічне дослідження того, як скорочується тривалість нашої уваги на наших пристроях, і як люди можуть контролювати свою поведінку.
- 2017 року Марк прийняли до Академії ACM CHI, яка вшановує лідерів у галузі людино-машинної взаємодії.
- Марк зараз є заступницею редактора журналів ACM Transactions on Computer-Human Interaction (ACM TOCHI) та Human-Computer Interaction — рецензованих наукових журналів, метою яких є публікація високоякісних наукових статей, що стосуються інноваційних технологій, людино-машинної взаємодії та інтерактивного дизайну. 2017 року вона обіймала посаду заступника голови конференції ACM CHI[4].
- З 2007 року вона є професоркою кафедри інформатики Каліфорнійського університету в Ірвайні. До цього, з 2000 по 2003 рік, була асистенткою професора, а також, з 2003 по 2007 рік, доценткою на тій самій кафедрі[1].
- Вона є авторкою книжки «Багатозадачність у цифрову епоху», яка ґрунтовно досліджує різні погляди на багатозадачність та ступінь її впливу на працівника інформаційних технологій[9].
- Марк — старша запрошена дослідниця у Microsoft Research, це посада, яку вона обіймає з 2012 року[3].

Роботу Марк висвітлювали популярні ЗМІ, як-то New York Times, Wall Street Journal, NPR, The Atlantic та BBC. Вона також виступала на фестивалях SXSW та Aspen Ideas.

## Відзнаки та нагороди
Марк була відзначена нагородою за найкращу публікацію на конференції CHI у 2014 році та двічі отримувала дослідницьку премію Google — у 2011 і 2014 роках. Вона здобула стипендію для аспірантів Колумбійського університету та стипендію Фулбрайта від Гумбольдтського університету 2006 року. Крім того, з 2001 по 2006 рік Марк здобула грант на кар'єру Національного наукового фонду, а у 2004—2005 роках була нагороджена премією «Видатний наставник аспірантів» від Школи інформаційних та комп'ютерних наук імені Дональда Брена. Марк була відзначена за вагомий внесок у наукову діяльність: 2015 року вона отримала Премію декана факультету інформаційних і комп'ютерних наук Університету Каліфорнії в Ірвайні за досягнення в дослідженнях на середньому етапі кар'єри, а 2017 року її прийняли до Академії CHI.

## Переклади українською
2025 року видавництві «Віват» вийшов український переклад книжки «Сталість уваги в епоху цифри. Новаторський погляд на рівновагу, щастя та продуктивність». Перекладачка — Олеся Єгорова.